# Stefan Nikolaev
 (août 2014).
Si vous disposez d'ouvrages ou d'articles de référence ou si vous connaissez des sites web de qualité traitant du thème abordé ici, merci de compléter l'article en donnant les références utiles à sa vérifiabilité et en les liant à la section « Notes et références ».
Stefan Nikolaev, né en 1970 à Sofia en Bulgarie est un artiste plasticien et un sculpteur. Il vit et travaille entre Paris et Sofia.

## Biographie
II commence ses études en art dans le lycée spécialisé en arts plastiques de sa ville natale (1983-1988), suivies par un cursus à l'École nationale supérieure des beaux-arts de Paris (1989–1994) et Winchester School of Art, Winchester UK (1992).
Il fonde l’espace Glassbox, un des espaces indépendants les plus actifs à Paris au tournant des années 2000.

## Expositions
Son travail a fait objet de nombreuses exposition monographiques, parmi lesquelles : 
- Holy Spirit Rain Down, Les Églises, centre d’art contemporain, Chelles, France, 2010[1]
- New Works Old Dreams, galerie Michel Rein, Paris, 2009[2]
- Come to where the Flavour is, CCA, Glasgow, 2006
- Balkanton, Gallery ATA (cur. Hou Hanru), Sofia, 2004

Et il a été présenté dans de très nombreuses expositions collectives :
- Beyond Credit, Antrepo 4, Istanbul (cur. Iara Boubnova, Maria Vassileva & Luchezar Boyadjiev), 2010
- Periodic table (cur. Katalin Timar), Traversée, Munich, 2009,
- Verstehst du das? Neue-Medien-Kunst aus Südosteuropa, Ausstellungshalle zeitgenössiche Kunst Münster, 2006
- Joy, Casino Luxembourg, (Luxembourg), (cur. Iara Boubnova & Enrico Lunghi), 2005
- Prosismic, Espace Paul Ricard, Paris (cur. Evelyne Jouanno), 2004
- A Shot in The Head, Lisson Gallery, Londres, 2001
- ZAC, ARC/Musée d’art moderne de la Ville de Paris, (cur Stéphanie et Nicolas Moisdon-Tremblay), 1999
- Côte Ouest - Global Motion, University Art Museum, Contemporary Arts Forum, Santa Barbara, 1999
- Andere sichten, In Vitro et Altro / Field, Kunsthaus, Zurich, 1998.

Il a également participé aux Biennales de Venise, 2007, pavillon bulgare, (cur. Vessela Nozharova), avec Ivan Moudov et Pravdoliub Ivanov et Lyon, 2007, curateurs de la section (Valérie Chatrain & Saâdane Afif) ainsi que celles de
Gwangju en Corée (cur. Hou Hanru et Charles Esche) et Cetinje au Monténégro, (cur. Iara Boubnova), 2002. 
Son travail a également été montré lors de nombreuses foires d’art (ArtBasel, FIAC, The Armory Show, ARCO, Art Brussels)...

## Récompense
À l’occasion de la 4e Biennale de Cetinje (Monténégro), Stefan Nikolaev a reçu le prix UNESCO pour l’art. En 1997, Stefan Nikolaev est représenté par la galerie Michel Rein à Paris, et galerie Traversée Munich.

## Monographie
- Stefan Nikolaev. One for the money, two for the show, éd. bil., Dijon, France, Les Presses du réel, 2012